# 麦田 (网络人物)
麦田，原名阮鹏，成都人，毕业于天津大学系统工程专业，从事資訊技術（IT）业。

## 职业生涯
1995年底，麦田和另外三个同学在北京成立了一个小公司。 1996年冬，公司关门歇业，麦田第一次创业失败。
1998年，麦田的一个国外亲属回国投资IT，麦田成为实际上的经理。两年后，150万元投资只剩下一个域名laoshi.com。该域名最终也因欠费被取消。麦田第二次创业失败。
2004年10月，麦田到方兴东的旗下的“博客中国”任职。一年后离职，转投天涯社区。2008年6月，麦田从天涯离职，在北京创立了“蚂蚁网”，这是他第三次创业。 2010年7月30日，因资金链断裂，蚂蚁网关站。
2010年夏天，麦田担任百度社会化网络事业部总经理，筹建百度说吧。2011年7月22日，麦田从百度离职。同年8月，百度说吧停止服务。
2012年初，麦田创办的“宝宝淘”网站上线。据介绍，宝宝淘是国内母婴亲子领域购物分享社区。 这是麦田第四次创业。

## BBS生涯
从2000年开始，以网名“麦田”活跃于新浪读书沙龙，网易开卷有益，天涯社区等BBS，是中文BBS知名“网虫”之一

## 质疑韩寒
2012年1月15日，麦田在新浪博客发文《人造韩寒：一场关于“公民”的闹剧》，质疑作家韩寒部分作品的真实性，怀疑其是商业包装的结果，由此揭开了韩寒被质疑造假事件的序幕。面对韩寒的回应及社会上的争议声音，麦田于1月18日1时发表《三重疑——兼答韩仁均韩寒路金波诸君，喔，还有范冰冰》，继续质疑。同日23时，麦田在微博向韩寒、韩仁均（韩寒的父亲）、李其纲等人致歉，退出质疑。1月29日，麦田表示重新开始质疑。之后一直坚持质疑立场，是倒韩派的主要代表人物。